# Hubert Ilg
Hubert Ilg (* 13. Oktober 1935 in Halberstadt) ist ein deutscher Sportpsychologe und Hochschullehrer.

## Leben
Ilg studierte von 1955 bis 1960 Körpererziehung an der Ernst-Moritz-Arndt-Universität Greifswald. Zu seinen Mitstudenten gehörte Peter Hirtz. 1966 schloss Ilg seine Doktorarbeit (Der Einfluss einiger pädagogischer Bedingungen auf die Leistungsfähigkeit der Schüler im Sportunterricht der Unterstufe) und 1975 seine Habilitation (Planung und Gestaltung der Erziehung im Sportunterricht) ab. Ilg lehrte als Professor für Sportpsychologie am Institut für Sportwissenschaften der Universität Greifswald. Ab 1981 hatte er das Amt des Leiters der Arbeitsgruppe Sportpsychologie in der Zentralen Fachkommission Sport (ZFK) inne. 2001 schied er aus dem Universitätsdienst. Später verfasste er Yoga-Lehrbücher.
Er befasste sich während seiner wissenschaftlichen Laufbahn unter anderem mit dem Themenbereich Bewegung im Schulalter, mit der motorischen Entwicklung von Kindern und Jugendlichen, mit Sportlehrerverhalten, psychischer Belastung, Motivation, mit Emotionen bei der Entwicklung sportlicher Leistungen sowie mit dem Persönlichkeitsbegriff. Von 1988 bis 1993 leitete er das Forschungsprojekt „Untersuchungen zur Individualentwicklung von Schülern der Primarstufe unter Berücksichtigung der biopsychosozialen Einheit“.
Von 1995 bis 2001 saß Ilg als Beisitzer im Vorstand der Arbeitsgemeinschaft für Sportpsychologie in Deutschland (ASP). 2019 wurde er mit der Goldenen Ehrennadel der ASP ausgezeichnet.